# Каспийская (станция метро)
«Каспи́йская» — проектируемая станция Бирюлёвской линии Московского метрополитена. Будет расположена в ЮАО, вблизи дома 7 по 6-й Радиальной улице и пересечения с Проектируемым проездом № 5437. Станция расположена между будущими станциями «Кавказский бульвар» и «Липецкая».
10 августа 2022 года мэр Москвы Сергей Собянин утвердил название станции «Каспийская»